# 墨西哥城博物馆

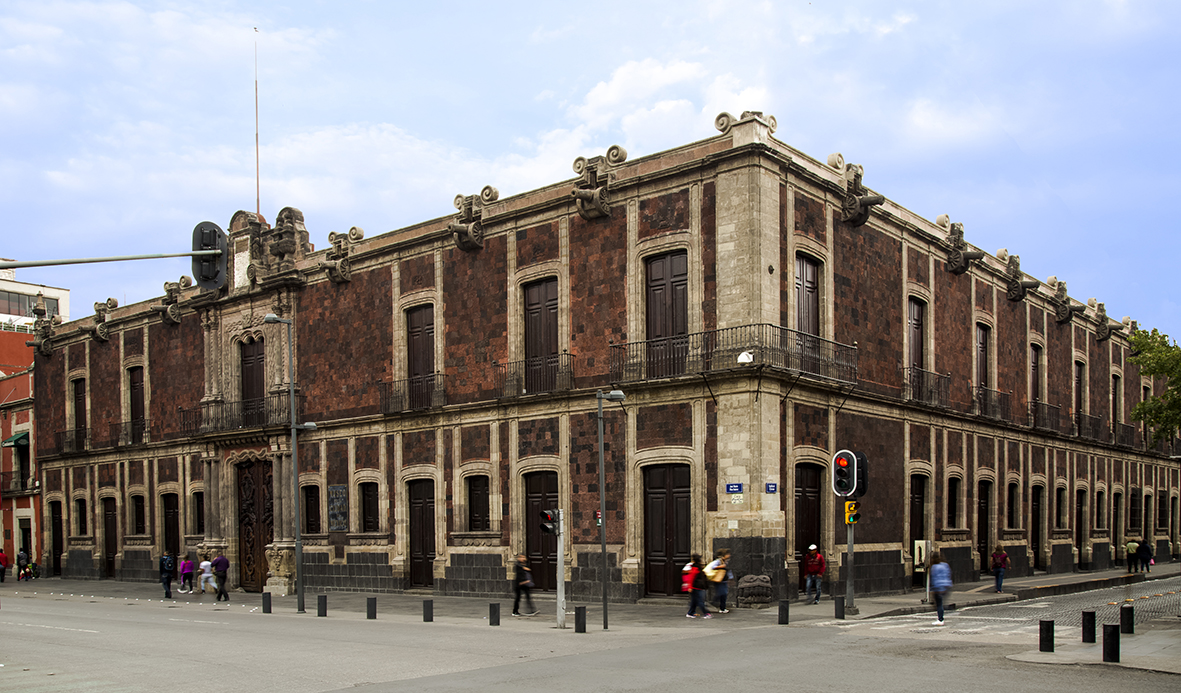
墨西哥城博物馆

墨西哥城博物馆 (Museo de la Ciudad de Mexico) 位于皮诺·苏亚雷斯（Pino Suarez）30号，在宪法广场以南几个街区，过去这里是伊扎帕拉帕堤道（ Iztapalapa Causeway）, 靠近埃尔南·科尔特斯和蒙特蘇馬二世首次见面的地方。 这座建筑曾经是与科尔特斯一起的征服者圣地亚哥·德卡利马亚伯爵的宫殿。 目前的建筑于1779年竣工，完成宫殿的建筑师是弗朗西斯科·安东尼奥·德格雷罗和托雷斯（Francisco Antonio de Guerrero y Torres）。 。伯爵的后代一直住在那里，直到1960年，墨西哥城政府收购这座建筑，建立了今天的这座博物馆。 博物馆包括旧宫殿的一些元素，以及26个房间，专门介绍墨西哥城的历史和发展，从 阿兹特克帝国时代直到现在。它还包括一个图书馆，以及画家乔奎因·克劳塞尔（Joaquín Clausell）的工作室, 他在19世纪末20世纪初曾住在这里。

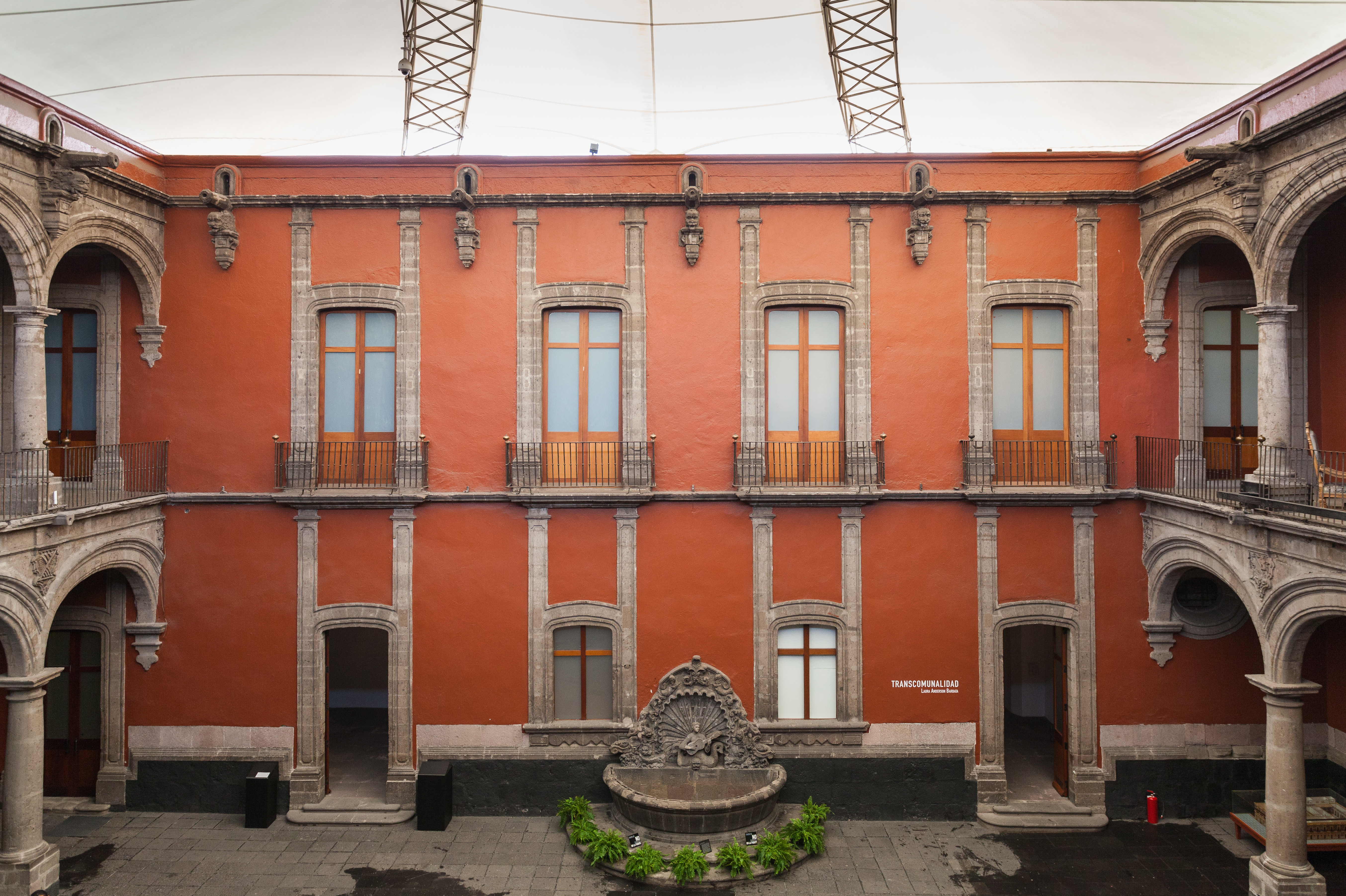
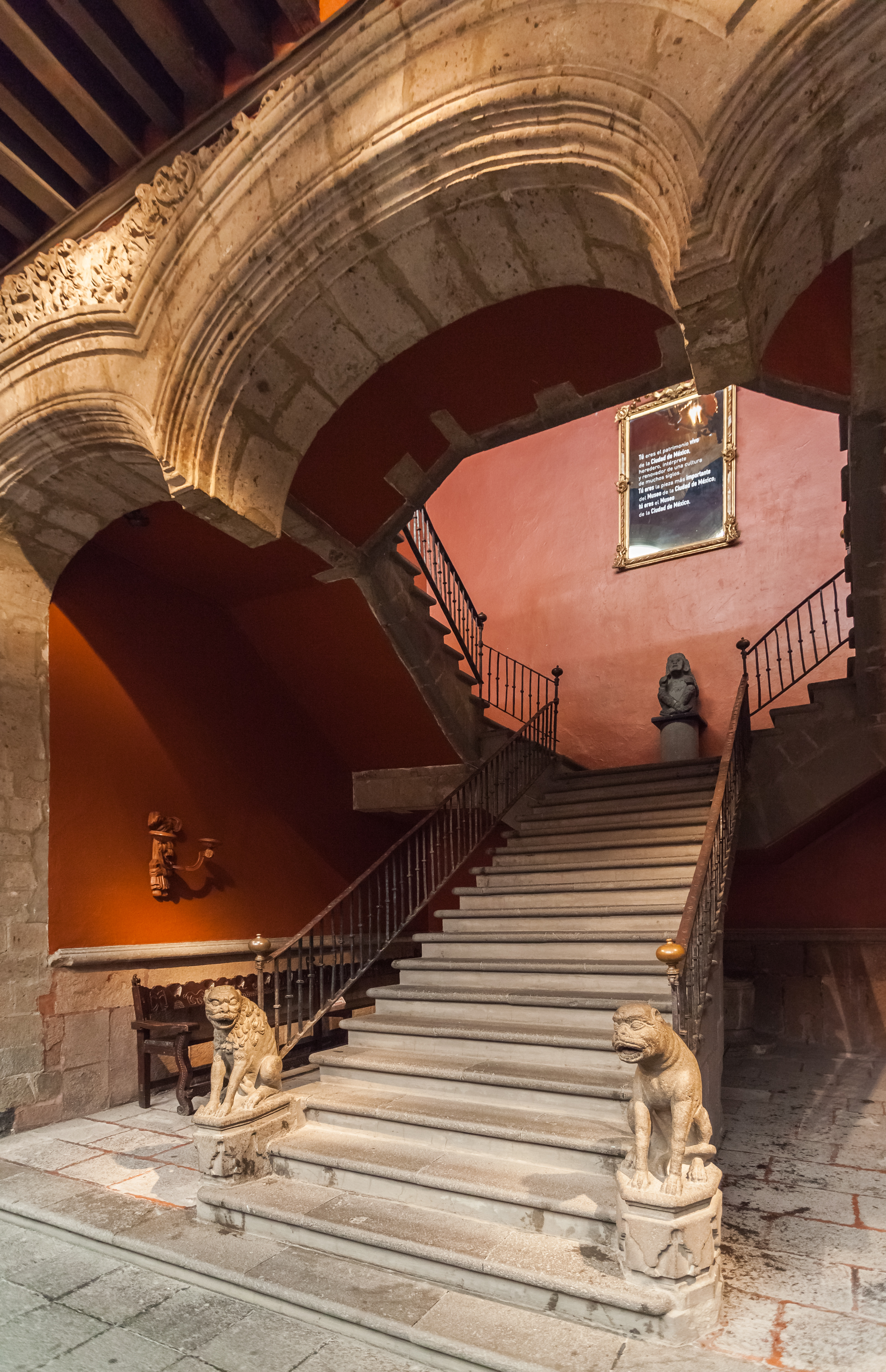
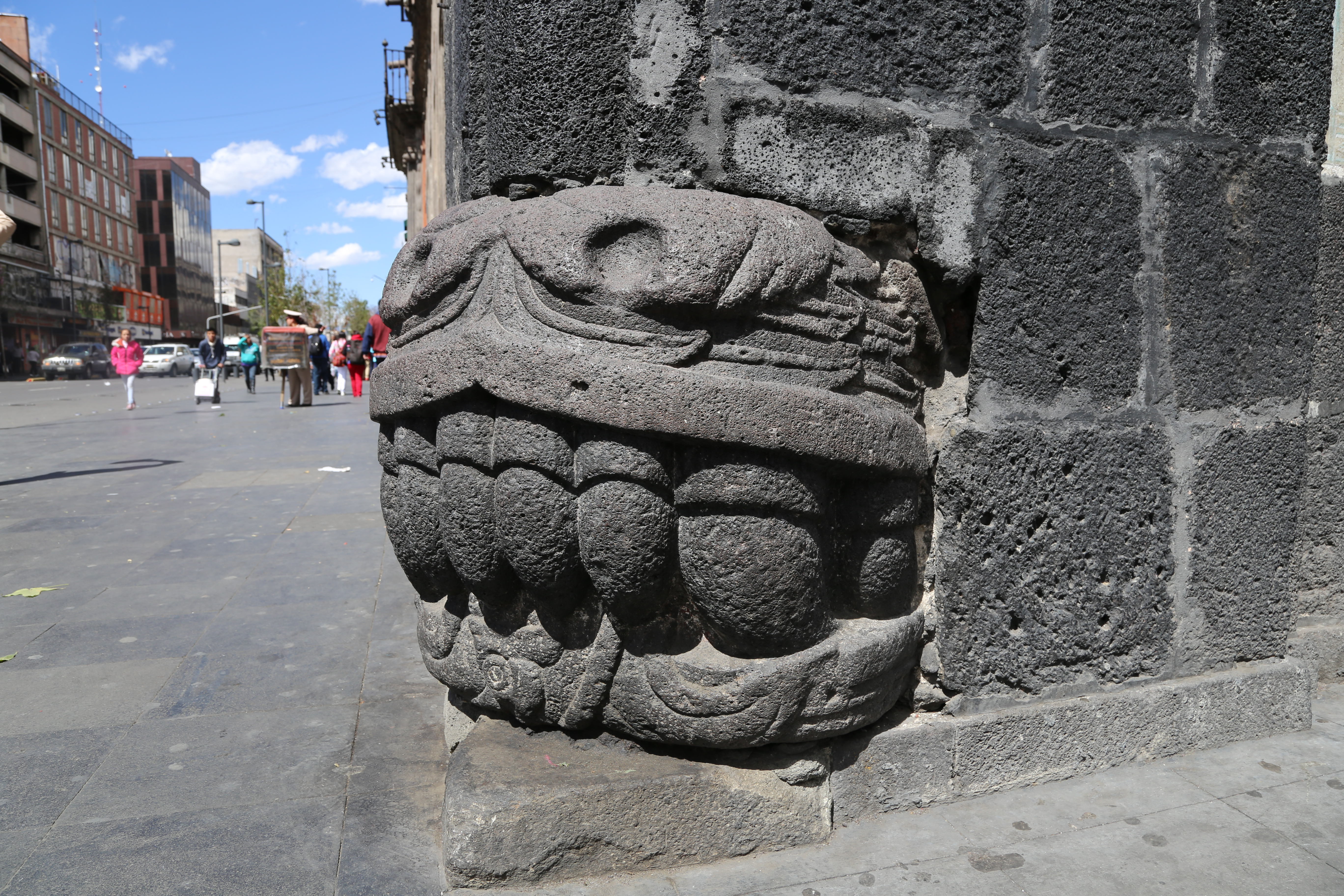
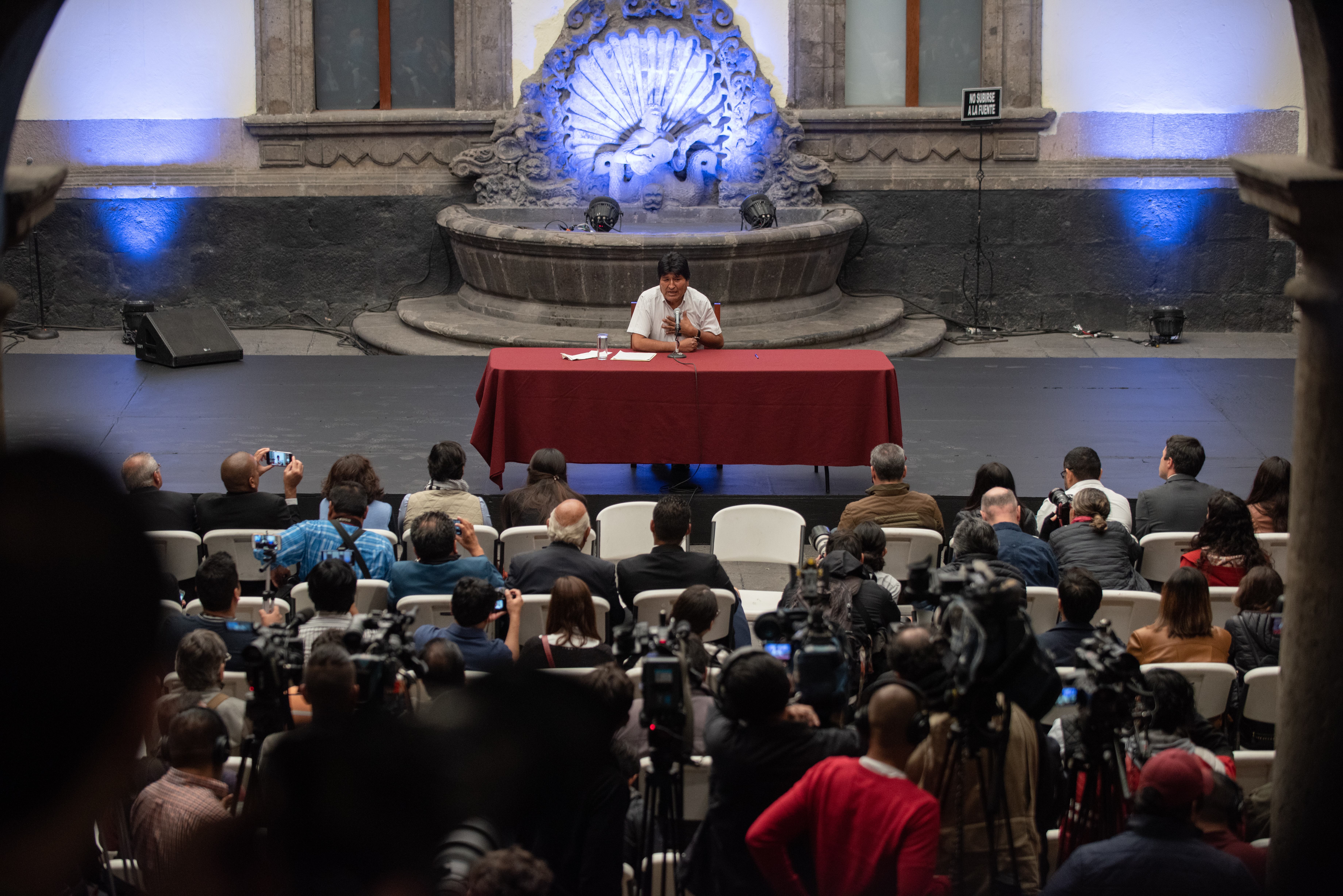
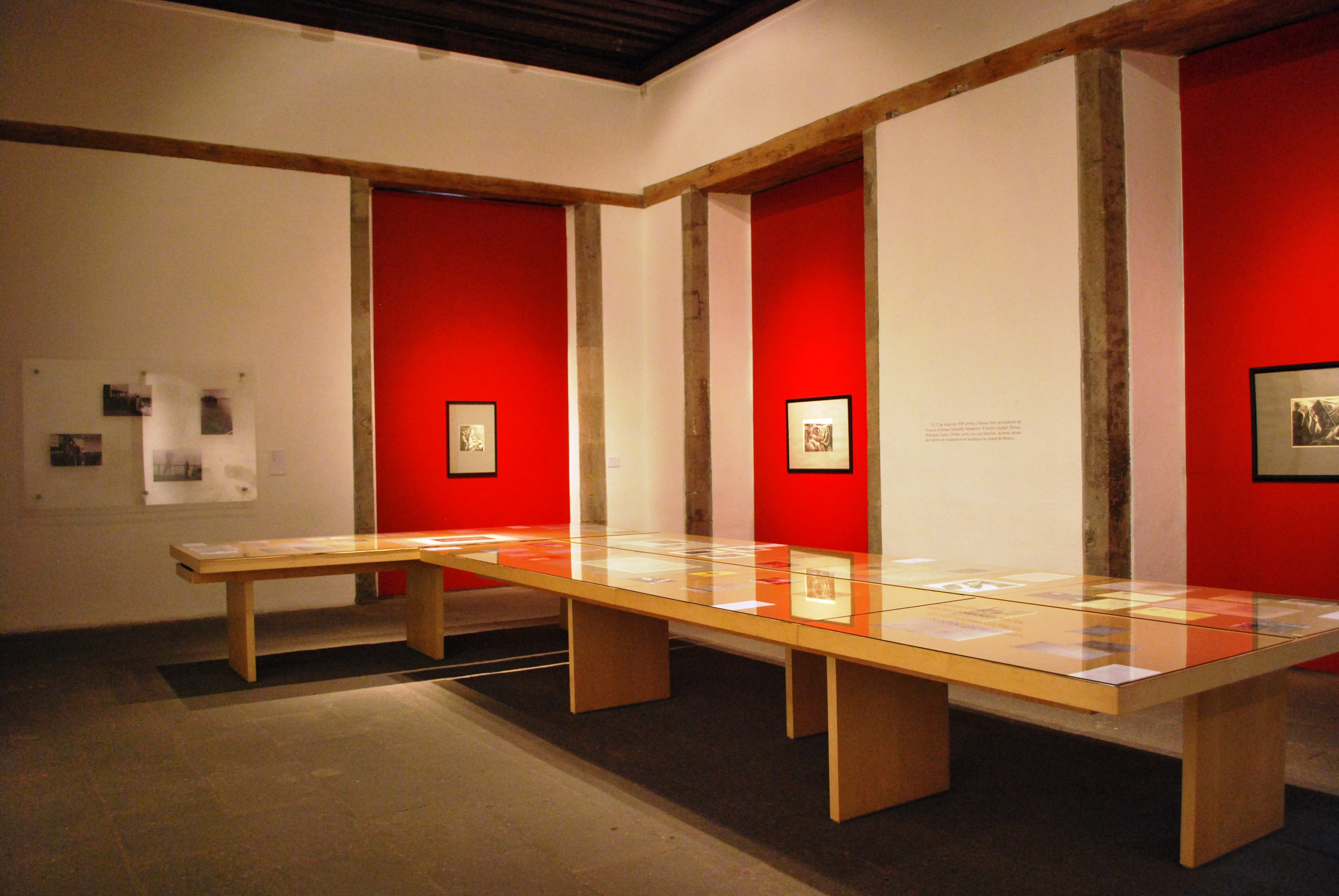
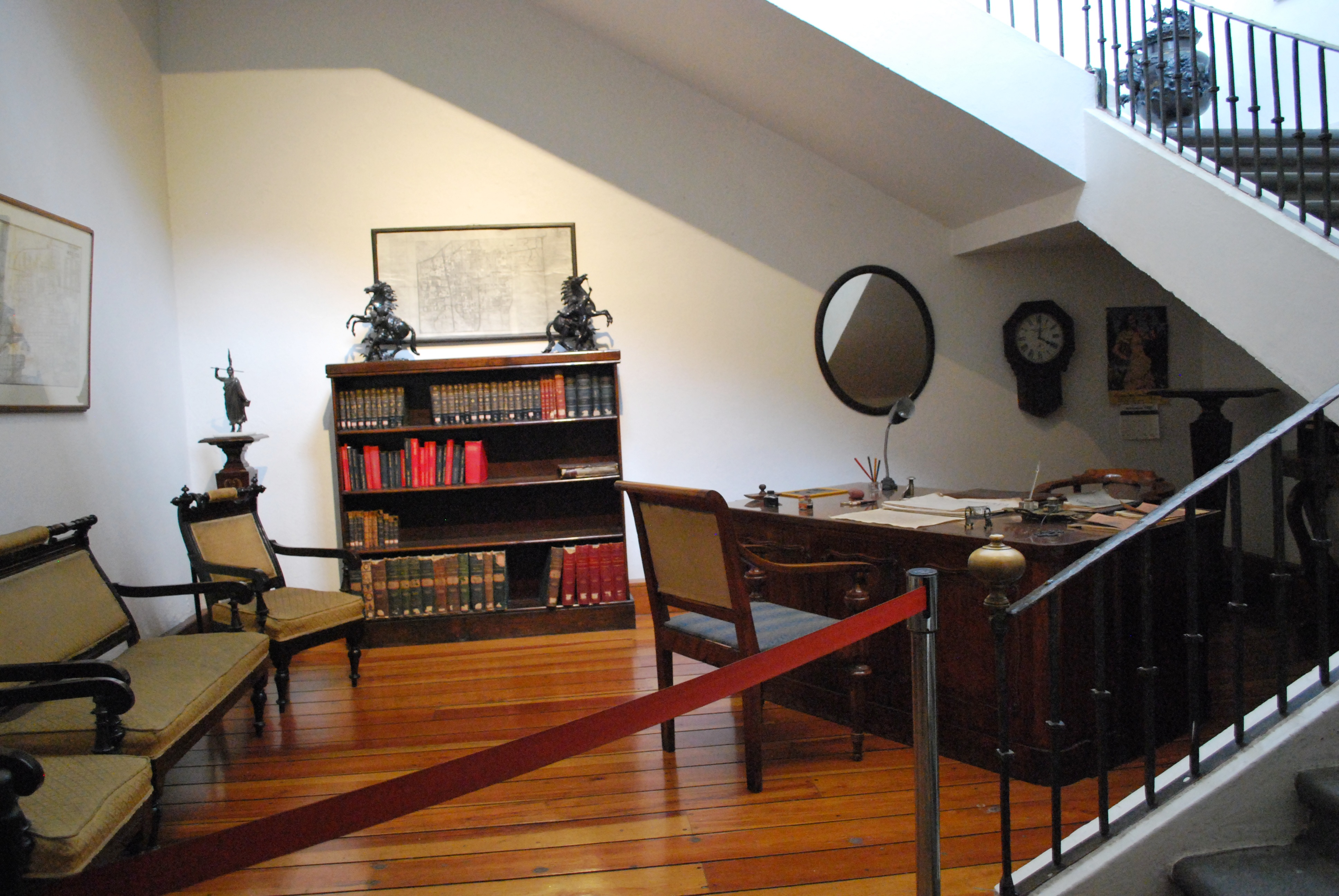